# Hardwell
Hardwell, właściwie Robbert van de Corput (ur. 7 stycznia 1988 w Bredzie) – holenderski producent muzyczny oraz DJ. Znany z komponowania muzyki zaliczającej się do gatunków bigroom house, electro house i dutch house. We wrześniu 2018 roku ogłosił przerwę od kariery DJ-a, koncentrując się na produkcji muzyki.

## Życiorys
Współpracował z takimi producentami, jak Tiësto, Showtek czy Nicky Romero. W 2011 roku pierwszy raz pojawił się w rankingu DJ Magazine, zajmując 24. miejsce, plasując się między Steve'em Angello i Artym. W 2010 roku założył własną wytwórnię płytową pod nazwą Revealed Recordings, która wypromowała takich wykonawców, jak Dannic, Dyro czy Jordy Dazz. 2011 rok był czasem, kiedy zyskał największy rozgłos i uznanie w środowisku elektronicznej muzyki tanecznej, a następnie podjął współpracę z wykonawcami muzyki electro i progressive house, oraz wystąpił na takich festiwalach muzyki elektronicznej, jak Tomorrowland, Ultra Music Festival, Creamfields czy Electric Zoo. W tym samym roku rozpoczął realizację własnej audycji radiowej Hardwell On Air.
W 2012 roku w rankingu DJ Magazine zajął szóste miejsce. W 2013 oraz 2014 roku zwyciężył w zestawieniu zyskując tytuł najpopularniejszego DJ-a na świecie, w 2015 uplasował się na drugim, w 2016 na trzecim, a w 2017 roku na czwartym miejscu.
17 listopada 2013 odbyła się premiera filmu dokumentalnego I Am Hardwell. Projekcja miała miejsce podczas festiwalu Amsterdam Dance Event, w Amsterdamskim kinie Tuschinski. Wydanie na DVD ukazało się 5 dni później.

### Zakończenie występów na żywo
7 września 2018 roku Hardwell ogłosił, że kończy karierę DJ-a i wycofuje się ze wszystkich występów na żywo. Nastąpiło to oficjalnie z dniem 18 października, kiedy to zagrał ostatni występ na Amsterdam Dance Event. Wszystkie pozostałe wydarzenia do końca roku zostały odwołane, a swoją decyzję artysta motywuje problemami osobistymi, wyczerpaniem i wypaleniem związanym ze zbyt intensywnym harmonogramem. Muzyk zapewnił jednocześnie, że nie kończy kariery całkowicie - dalej będzie komponował, jednak już tylko i wyłącznie jako producent.

### Powrót
W 2019 roku wystąpił gościnnie z Afrojackiem na festiwalu muzycznym Breda Live. Na początku 2021 roku został opublikowany utwór "Bootshaus ID", którego autorem jest nieznany projekt Jaxxwell, w którego skład wchodzi Hardwell i Blasterjaxx.

## Życie prywatne
Mieszka w Brabancji Północnej w południowej Holandii.

## Dyskografia

### Albumy
- 2015: "United We Are"
- 2022: "Rebels Never Die"

### Single
- 2006: "Soca Funk" (oraz Franky Rizardo)
- 2006: "Slammin" (oraz Franky Rizardo)
- 2006: "The Mirror" (oraz Franky Rizardo)
- 2007: "Never Knew Love" (gościnnie: Greatski)
- 2008: "Enigma"
- 2008: "Gate 76" (oraz Sunnery James & Ryan Marciano)
- 2008: "Mrkrstft" (oraz R3hab)
- 2009: "Feel So High" (gościnnie: I-Fan)
- 2009: "Twilight Zone (Dance Valley Anthem 2009)"
- 2009: "Display"
- 2009: "Storage"
- 2009: "Blue Magic" (oraz R3hab)
- 2009: "Wake Up" (oraz DJ Jeroenski)
- 2010: "Asteroid" (oraz Franky Rizardo)
- 2010: "Molotov"
- 2010: "Alright 2010" (oraz Red Carpet)
- 2010: "Move It 2 the Drum" (oraz Chuckie; gościnnie: Ambush)
- 2010: "Smoke"
- 2010: "Voyage"
- 2010: "Get Down Girl" (oraz Dannic)
- 2011: "Zero 76" (oraz Tiësto)
- 2011: "Encoded"
- 2011: "The World'
- 2011: "Cobra (Official Trance Energy Anthem 2012)"
- 2011: "Munster" (oraz JoeySuki)
- 2011: "Beta" (oraz Nicky Romero)
- 2012: "Spaceman"
- 2012: "Kontiki" (oraz Dannic)
- 2012: "Call Me a Spaceman" (gościnnie: Mitch Crown)
- 2012: "Three Triangles"
- 2012: "How We Do" (oraz Showtek)
- 2012: "Apollo" (gościnnie: Amba Shepherd)
- 2013: "Dynamo" (oraz Laidback Luke)
- 2013: "Never Say Goodbye" (oraz Dyro; gościnnie: Bright Lights)
- 2013: "Three Triangles (Losing My Religion)" (versus R.E.M.)
- 2013: "Jumper" (oraz W&W)
- 2013: "Countdown" (oraz MAKJ)
- 2013: "Dare You" (gościnnie: Matthew Koma)
- 2014: "Everybody Is In the Place"
- 2014  "Written in Reverse" (oraz Tiësto; gościnnie: Mathew Koma)
- 2014: "Arcadia" (oraz Joey Dale; gościnnie: Luciana)
- 2014: "The Dancefloor Is Yours" (oraz W&W)
- 2014: "Young Again" (gościnnie: Chris Jones)
- 2014: "Don't Stop the Madness" (oraz W&W; gościnnie: Fatman Scoop)
- 2015: "Echo" (gościnnie: Jonathan Mendelsohn)
- 2015: "Chameleon" (oraz Wiwek)
- 2015: "Survivors" (oraz Dannic; gościnnie: Haris)
- 2015: "Off the Hook" (oraz Armin van Buuren)
- 2015: "Follow Me" (gościnnie: Jason Derulo)
- 2015: "Mad World" (oraz Jake Reese)
- 2016: "Blackout"
- 2016: "Hollywood" (oraz Afrojack)
- 2016: "Run Wild" (gościnnie: Jake Reese)
- 2016: "Calavera" (oraz KURA)
- 2016: "8Fifty" (oraz Thomas Newson)
- 2016: "Live the Night" (oraz W&W, Lil Jon)
- 2016: "Wake Up Call"
- 2016: "No Holdin Back" (gościnnie: Craig David)
- 2016: "Going Crazy" (oraz Blasterjaxx)
- 2017: "We Are Legends" (oraz KAAZE)
- 2017: "We Are One" (gościnnie: Alexander Tidebrink)
- 2017: Police (You Ain't Ready) (oraz KURA; gościnnie: Anthony B)
- 2017: "All That We Are Living For" (oraz Atmosfearz; gościnnie: M. Bronx)
- 2017: "Smash This Beat" (oraz Maddix)
- 2017: "Badam" (oraz Henry Fong; gościnnie: Mr. Vegas)
- 2017: "Still The One" (oraz Kill The Buzz; gościnnie: Max Collins)
- 2017: "What We Need" (gościnnie: Harris)
- 2017: "Powermove" (oraz Moksi)
- 2017: "Here Once Again" (oraz Dr. Phunk)
- 2017: "Power" (oraz KSHMR)
- 2017: "Hands Up" (oraz Afrojack; gościnnie: MC Ambush)
- 2017: "The Universe"
- 2017: "Who's In The House"
- 2017: "The Underground" (oraz Timmy Trumpet)
- 2018: "Woest" (oraz Quintino)
- 2018: "Get Low" (oraz Sick Individuals)
- 2018: "Safari" (oraz Jewelz & Sparks)
- 2018: "Take Us Down (Feeding Our Hunger)" (oraz Dr. Phunk; gościnnie: Jantine)
- 2018: "Ze Willen Mee" (gościnnie: Bizzey, Lil' Kleine i Chivv)
- 2018: "Anthem" (oraz Steve Aoki)
- 2018: "Thunder" (jako Magnomite, oraz Julian Calor)
- 2018: "Earthquake" (gościnnie: Harrison)
- 2018: "Conquerors" (oraz Metropole Orkest)
- 2018: "Shine a Light" (oraz Wildstylez; gościnnie: KiFi)
- 2018: "Bigroom Never Dies" (oraz Blasterjaxx)
- 2018: "Unity" (oraz Dimitri Vegas & Like Mike)
- 2018: "Bella Ciao" (oraz Maddix)
- 2018: "This is Love" (oraz KAAZE, gościnnie: Loren Allred)
- 2018: "Light It Up" (oraz Suyano, gościnnie Richie Loop)
- 2018: "Out Of This Town" (oraz Vinai; gościnnie: Cam Meekins)
- 2018: "Kicking It Hard"
- 2018: "How You Love Me" (gościnnie: Conor Maynard i Snoop Dogg)
- 2019: "Being Alive" (gościnnie: Jguar)
- 2019: "Chase The Sun: (oraz Dannic; gościnnie Kelli-Leigh)
- 2019: "I'm Not Sorry" (oraz Mike Williams)
- 2019: "Summer Air" (gościnnie: Trevor Guthrie)
- 2019: "Reckless" (oraz Quintino)
- 2019: "Retrograde"
- 2019: "Drop To The Floor" (gościnnie: Richie Loop)
- 2019: "Left Right" (oraz Deorro i MAKJ; gościnnie: Fatman Scoop)
- 2019: "Go To War (oraz Suyano)
- 2021: "Bootshaus ID" (Hardwell i Blasterjaxx jako Jaxxwell)

### Remiksy
- 2006: The Underdog Project & Sunclub – "Summer Jam (Hardwell Bubbling Mix)"
- 2007: Sidney Samson & Skitzofrenix – "You Don't Love Me (No, No, No) (Hardwell & R3hab Remix)"
- 2007: Gregor Salto & Chuckie – "Toys Are Nuts (Hardwell & R3hab Remix)"
- 2008: Marc Macrowland & Robbie Taylor – "Black Bamboo (Hardwell Remix)"
- 2008: DJ Rose – "Summerlove (Hardwell & Greatski Club Mix)"
- 2008: Carlos Silva feat. Nelson Freitas & Q-Plus – "Cre Sabe 2008 (Hardwell Sunset Mix)"
- 2008: Hardwell & R3hab – "Mrkrstft (Hardwell Remix)"
- 2008: Laidback Luke – "Break Down the House (Hardwell & R3hab Remix)"
- 2008: Gregor Salto – "Bouncing Harbor(Hardwell & R3hab Remix)"
- 2008: Richard Dinsdale – "Sniffin (Hardwell & Greatski Sugar Free Remix)"
- 2009: Quintino feat. Mitch Crown – "You Can't Deny (Hardwell Remix)"
- 2009: Armin van Buuren feat. VanVelzen – "Broken Tonight (Hardwell Dutch Club Remix)"
- 2009: Fedde Le Grande – "Let Me Be Real (Hardwell Remix)"
- 2009: George F – "Congo Man (Bjorn Wolf & Hardwell Remix)"
- 2009: Steve Angello & Laidback Luke feat. Robin S. – "Show Me Love (Hardwell & Sunrise Remix)"
- 2009: Funkerman feat. I-Fan – "Remember (Hardwell Remix)"
- 2009: Sander van Doorn & Marco V – "What Say? (Hardwell Remix)"
- 2009: Fedde Le Grand feat. Mitch Crown – "Scared of Me (Hardwell Remix)"
- 2009: Silvio Ecomo & Chuckie – "Moombah (Hardwell & R3hab Mix)"
- 2009: AnnaGrace – "Let the Feelings Go (Hardwell Mix)"
- 2009: Hi_Tack – "I Don't Mind (Hardwell & R3hab Remix)"
- 2009: Patric La Funk – "Restless (Bjorn Wolf & Hardwell Remix)"
- 2009: Chris Lake feat. Nastala – "If You Knew (Hardwell & R3hab Remix)"
- 2009: Funkerman feat. I-Fan – "Remember (Hardwell Remix)"
- 2010: JoeySuki – "Dig It All (Hardwell Edit)"
- 2010: Nicky Romero – "Switched (Hardwell & DJ Funkadelic Remix)"
- 2010: Franky Rizardo – "Afrika (Hardwell Remix)"
- 2010: Dwight Brown – "El Saxo (Hardwell's Ibiza Remix)"
- 2010: Rene Amesz – "Coriander (Hardwell & R3hab Remix)"
- 2011: Michael Brun – "Dawn (Hardwell Edit)"
- 2011: Taio Cruz feat. Flo Rida – "Hangover (Hardwell Remix)"
- 2011: Tiësto feat. BT – "Love Comes Again (Hardwell Rework)"
- 2011: Morgan Page, Sultan & Ned Shepard vs BT feat. Angela McCluskey – "In the Air (Hardwell Remix)"
- 2011: Adrian Lux feat. Rebecca & Fiona – "Boy (Hardwell Remix)"
- 2011: Gareth Emery & Jerome Isma-Ae – "Stars (Hardwell Remix)"
- 2011: DJ Fresh feat. Sian Evans – "Louder (Hardwell Remix)"
- 2011: Jake Shanahan & Sebastien Lintz – "Passion (Hardwell Edit)"
- 2011: Bella – "Nobody Loves Me (Hardwell Remix)"
- 2011: Martin Solveig feat. Kele – "Ready 2 Go (Hardwell Remix)"
- 2011: Avicii – "Levels (Hardwell Next Levels Bootleg)"
- 2011: Dada Life – "Fight Club is Closed (It's Time for Rock'n'Roll) (Hardwell Remix)"
- 2011: Alex Gaudino feat. Kelly Rowland – "What A Feeling (Hardwell Club Mix)"
- 2011: Haley – "Physical (Hardwell Remix)"
- 2011: Clokx – "Catch Your Fall (Hardwell Club Mix)"
- 2012: Knife Party – "Internet Friends (Hardwell Edit)"
- 2012: NO_ID & Martin Volt – "Zelda (Hardwell Edit)"
- 2012: Rihanna – "Where Have You Been (Hardwell Remix)"
- 2012: The Naked and Famous – "Young Blood (Tiësto & Hardwell Remix)"
- 2012: The Wanted – "Chasing the Sun (Hardwell Remix)"
- 2012: Example – "Say Nothing (Hardwell & Dannic Remix)"
- 2012: Franky Rizardo & Roul and Doors – "Elements (Hardwell & Dannic Remix)"
- 2013: Tony Romera – "Pandor (Hardwell Rambo Edit)"
- 2013: Joe Ghost – "Are You Ready (Hardwell Rework)"
- 2013: Krewella – "Alive (Hardwell Remix)"
- 2013: Mark Knight & Funkagenda – "Man With the Red Face (Hardwell Remix)"
- 2013: Blasterjaxx – "Fifteen (Hardwell Edit)"
- 2014: Armin van Buuren – "Ping Pong (Hardwell Remix)"
- 2014: 30 Seconds to Mars – "City of Angels (Hardwell Remix)"
- 2014: Bingo Players – "Knock You Out (Hardwell Remix)"
- 2014: Deorro & J-Trick – "Rambo (Hardwell Edit)"
- 2014: Coldplay – "A Sky Full of Stars (Hardwell Remix)"
- 2015: Calvin Harris feat. Ellie Goulding – "Outside (Hardwell Remix)"
- 2015: Domeno & Michael Sparks – "Locked & Loaded (Hardwell Edit)"
- 2015: Quintino – "Scorpion (Hardwell Edit)"
- 2015: The Legend of Zelda – "Ocarina of Time's Gerudo Valley (Hardwell Remix)"
- 2015: R3hab – "Hakuna Matata (Hardwell Edit)"
- 2016: MC Joao – "Baile de Favela (Hardwell Remix)"
- 2016: Alan Walker – "Faded (Hardwell Remix)"
- 2016: The Chainsmokers feat. Daya – "Don't Let Me Down (Hardwell & Sephyx Remix)"
- 2016: Moby – "Go (Hardwell Remix)"
- 2016: Jewelz & Sparks – "Crank (HWL Edit)"
- 2016: Hardwell feat. Jay Sean – "Thinking About You (Hardwell & KAAZE Festival Mix)"
- 2017: Kill The Buzz – "Break The House Down (Hardwell Edit)"
- 2017: Badd Dimes – "Go Down Low (Hardwell Edit)"
- 2017: J Balvin & Willy William – "Mi Gente (Hardwell & Quintino Remix)"
- 2017: Hardwell – "Eclipse (Hardwell & KAAZE Festival Mix)"
- 2018: Cascada – "Everytime We Touch (Hardwell & Maurice West Remix)"
- 2018: U2 – "Summer of Love (Hardwell Remix)"
- 2018: Dada Life – "Do It Till Your Face Hurts (Hardwell Edit)"
- 2018: Mike Williams – "The Beat (Hardwell Edit)"

### Albumy kompilacyjne
- 2010: "Hardwell presents Revealed Volume 1"
- 2011: "Hardwell presents Revealed Volume 2"
- 2012: "Hardwell presents Revealed Volume 3"
- 2013: "Hardwell presents Revealed Volume 4"
- 2014: "Hardwell presents Revealed Volume 5"
- 2015: "Hardwell presents Revealed Volume 6"
- 2016: "Hardwell presents Revealed Volume 7"
- 2017: "Hardwell presents Revealed Volume 8"
- 2018: "Hardwell presents Revealed Volume 9"
- 2019: "Hardwell presents Revealed Volume 10"
- 2020: "The Story Of Hardwell"